# 西コーカサス
西コーカサス（西カフカース）は黒海からエルブルス山に至るコーカサスの西部地方を指す名称で、ユネスコの世界遺産登録地を含んでいる。この地域は、コーカサス山脈の西端にあたるロシアのリゾート地ソチの北方50 kmに位置している。ユネスコの専門家たちからは、ヨーロッパでは見るべき人間の介在を経験しなかった唯一の巨大山岳地帯として評価された。その環境は、低地から氷河地帯まで、目まぐるしくかつ極端に変化していく。
西コーカサスは、ヨーロッパバイソン（の亜種のコーカサスバイソン）の起源であるとともに再導入された場所でもある。世界最後の野生種のヨーロッパバイソンは、1927年に密猟者によって殺されてしまった。このあと、飼育したヨーロッパバイソンを野生に戻すことが何十年にもわたって行われた。

## 対象地域
この地域には次の地域が含まれる。
- コーカサス諸国自然生物圏保護区（Caucasian State Nature Biosphere Reserve, ロシア語: Кавказский государственный природный биосферный заповедник）
  - 中核地域のIUCNカテゴリーはIa（厳正自然保護区）。世界遺産としての登録名[3]は「カフカース自然保護区（英語版）」（Kavkazkiy Nature Reserve）で、世界遺産登録IDは、900-001（中核地域）と900-002（緩衝地域）。登録面積は、中核地域 280335 ha[4]、緩衝地域 6000 ha。
  - 1978年、ユネスコの生物圏保護区に指定された[5]。
  - 山脈の北斜面はクバーニというエコリージョンに属し、南斜面はコルキスエコリージョンに属する[5]。
  - この保護区は、もともと旧ソビエト連邦政府によって、1924年にクラスノダール地方、アディゲ共和国、カラチャイ・チェルケス共和国に設定されたもので、その目的は、ヨーロッパで最も背の高い木とみなされているコーカサスモミ（英語版）（Abies nordmanniana、モミの一種で85メートルになるものもある）や、ソチ市内にあったヨーロッパイチイ（Taxus baccata）やセイヨウツゲ（Buxus sempervirens）の独特の森林を保護することにあった。このうち、三番目のものは、絶滅危惧種と認識されている。また、コーカサスヒョウ（英語版）（Panthera pardus ciscaucasica）、ヒグマ、オオヤマネコ、アカシカのカスピ海亜種（英語版）（Cervus elaphus maral）などの動物も生息している[5]。

- ソチ国立公園（Sochi National Park）
  - IUCNカテゴリーは II（国立公園）。ただし、このソチ国立公園は、UNEPによる西コーカサスの説明では、世界遺産に含められているが、ユネスコ世界遺産センターの資料では、世界遺産IDを与えられていない。
  - UNEPによると登録面積は 56910 ha。結果として、UNEPでは世界遺産「西コーカサス」の総面積を 351620 ha としているのに対し、世界遺産センターは298903 ha としている（端数が合わないのは、カフカース自然保護区の登録面積にも齟齬があるためである）。

- ボリショイ・タク自然公園（Bolshoy Thach Nature Park）
  - 世界遺産登録IDは900-003。面積は 3700 ha。IUCNカテゴリーはIV（天然記念物）[6]。

- Buijnij尾根の天然記念物（Ridge Buijnij Nature Monument）
  - 世界遺産登録IDは 900-004。面積は 1480 ha。IUCNカテゴリーはIV（天然記念物）[6]。

- ツィツァ川上流の天然記念物（River Tsitsa headwaters Nature Monument）
  - 世界遺産登録IDは 900-005。面積は 1913 ha。IUCNカテゴリーはIV（天然記念物）[6]。

- プシェハ・プシェハシュカ両河上流の天然記念物（Headwaters of Rivers Pshecha and Pshechashcha Nature Monument）
  - 世界遺産登録IDは 900-005。面積は 5776 ha。IUCNカテゴリーはIV（天然記念物）[6]。

## 登録基準
この世界遺産は世界遺産登録基準のうち、以下の条件を満たし、登録された（以下の基準は世界遺産センター公表の登録基準からの翻訳、引用である）。
- (9) 陸上、淡水、沿岸および海洋生態系と動植物群集の進化と発達において進行しつつある重要な生態学的、生物学的プロセスを示す顕著な見本であるもの。
- (10) 生物多様性の本来的保全にとって、もっとも重要かつ意義深い自然生息地を含んでいるもの。これには科学上または保全上の観点から、すぐれて普遍的価値を持つ絶滅の恐れのある種の生息地などが含まれる。